# Ґуркі-Вітовиці
Ґуркі-Вітовиці (пол. Górki-Witowice) — село в Польщі, у гміні Вінниця Пултуського повіту Мазовецького воєводства.
Населення — 47 осіб (2011).
У 1975-1998 роках село належало до Цехановського воєводства.

## Демографія
Демографічна структура станом на 31 березня 2011 року:
|          | Загалом | Допрацездатний вік | Працездатний вік | Постпрацездатний вік |
| -------- | ------- | ------------------ | ---------------- | -------------------- |
| Чоловіки | 21      | 0                  | 19               | 2                    |
| Жінки    | 26      | 7                  | 13               | 6                    |
| Разом    | 47      | 7                  | 32               | 8                    |